# Contes pour ma fille... et pour les autres
 (janvier 2014).
Si vous disposez d'ouvrages ou d'articles de référence ou si vous connaissez des sites web de qualité traitant du thème abordé ici, merci de compléter l'article en donnant les références utiles à sa vérifiabilité et en les liant à la section « Notes et références ».

Contes pour ma fille... et pour les autres est l'un des deux livres de Maryse Choisy à destination des enfants, publié en 1943 aux éditions Alsatia (réédité en 1946). Elle l'écrivit effectivement pour sa fille, dans l'appartement de Passy où elle menait une vie familiale paisible.

## Les thèmes chers à l'auteur
Bien que les sujets "adultes" traditionnels de l'auteur en aient été naturellement écartés, on reconnaît en filigrane sa patte dans l'exposé de ces histoires, ainsi que ses thèmes de prédilection dans leur choix; entre autres :
- La trahison amoureuse (Histoire de la petite sylphide, inspirée de La Petite Sirène d'Andersen, modernisée et également beaucoup plus grinçante.

- L'égoïsme inaperçu vécu au quotidien (Lompron, roi des puces).

- Le malentendu dans la quête amoureuse (L'éventail du prince Attan)

- L'erreur de ne vivre que pour le lendemain ((La boîte à ciseaux)

- Le mysticisme et le destin individuel (Histoire d'un atome d'azote)

## La coloration choysienne
Le parti pris de ne pas en faire des contes traditionnels se situant dans un lointain passé y est constant. L'un des inévitables princes charmants est aviateur. Un chat à l'article de la mort se voit offrir - et refuse - des tickets d'alimentation. La dernière histoire fait même intervenir un briseur d'atomes.
Son mari y intervient en filigrane, nommé de façon mi-respectueuse, mi-ironique : Le monsieur-qui-a-tous-les-droits-sur-ma vie. Sa fille y est L'enfant-qui-cherche-l'aventure. 
Cette dernière appellation n'est pas dénuée de tendresse maternelle : Maryse Choisy a après tout été par excellence elle aussi dans sa jeunesse l'enfant qui cherche l'aventure.
Toutes les illustrations, de genre naïf, sont de l'auteur.